# Pál Somssich

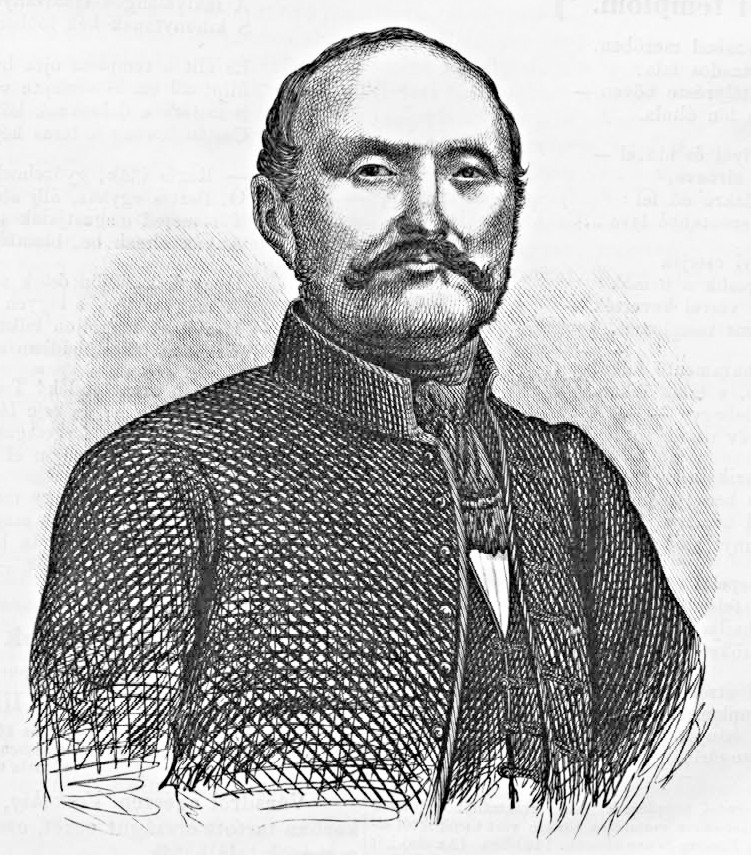
Pál Somssich, 1861

Pál Somssich von Sárd (* 13. Januar 1811 in Sárd, Komitat Somogy; † 15. März 1888 in Budapest) war ein ungarischer Politiker, Publizist und Präsident des Abgeordnetenhauses.

## Leben
Somssich studierte Philosophie in Budapest und anschließend Jura in Győr. 1831 wurde er Notar im Komitat Somogy und vertrat dieses von 1834 bis 1843 im ungarischen Landtag. Dort gehörte er der konservativen Partei an und wurde anschließend in den Statthaltereirat berufen. 1847 wurde er Landtagsabgeordneter des Komitats Baranya und zog sich nach Ausbruch der Ungarischen Revolution im März 1848 aus der Politik zurück. Nach seiner Rückkehr 1861 war er Unterstützer von Ferenc Deák und wurde 1867 Vizepräsident des Abgeordnetenhauses. Von 1869 bis 1972 war er Präsident dessen und wurde im Anschluss zum Geheimrat ernannt. Von 1875 bis 1878 und von 1884 bis 1887 war er erneut Reichstagsabgeordneter und wurde 1887 zum Mitglied des Magnatenhauses auf Lebenszeit ernannt.